# Alkoholni delirij
Alkoholni delirij (latinsko delirium tremens, kratica DT) je akutna epizoda delirija, ki jo navadno povzroči odtegnitev (abstinenca) od alkohola po dolgotrajnem čezmernem pitju. Delirij lahko pri težkih pivcih izzove tudi hitro zmanjšanje količine zaužitega alkohola ali pa se razvije zaradi odtegnitve benzodiazepinov ali barbituratov. V slednjem primeru govorimo o abstinenčnem deliriju. Alkoholni delirij se navadno pokaže okrog 18 do 24 ur po prenehanju pitja, lahko pa še pozneje.
Do delirija napreduje pet odstotkov primerov akutne odtegnitve alkohola . V nasprotju z odtegnitvenim sindromom zaradi opiatov ali stimulansov se alkoholni delirij (in odtegnitev alkohola nasploh) lahko konča s smrtjo. Kadar ga ne zdravimo, doseže smrtnost do 35 %, ob zgodnjem zdravljenju pa med 5 in 15 %.

## Potek
Delirij se po navadi začne 24 ur po prenehanju pitja alkohola, redkeje 48 ur. Začne se s prisluhi. Alkoholik sliši, kako se o njem pogovarjajo strašne stvari: na primer, kako ga bodo ubili ali pohabili. Vidi resnične osebe iz okolja, v katerem živi - le dialogi niso resnični (česar se pa sam ne zaveda). Bolniku govorijo s podobno barvo glasu in naglasom. Tipično obnašanje je bežanje, klicanje policije, zaklepanje v stanovanje. Čez nekaj ur nastopi druga faza, ko se prisluhom pridružijo še prividi. Bolniku se zdi, da dobiva na primer grozljiva sms sporočila po mobitelu, skozi vsa okna stanovanja vidi oborožene skupine ljudi, ki so obkolile njegovo stanovanje; vidi avtomobile, ki ga zasledujejo ... Doživlja tako hud strah, da pogosto že v tej fazi naredi samomor. Velikokrat se bolniku zgodi nezgoda tudi med brezglavim begom (skok skozi okno). Pomoč jim običajno pomagajo v psihiatriji poiskati policija ali bližnji, ki prepoznajo bolnikovo bolezensko stanje. Osnovni problem je v tem, da delirant globoko verjame, da je vse res, kar vidi in sliši ("Spremenjeni ljudje, spremenjeni dogodki").

## Simptomi
Glavna simptoma sta zmedenost in vznemirjenost. Drugi pogosti simptomi so intenzivne halucinacije, kot so prikazni žuželk, kač ali podgan. To je lahko povezano z okoljem, npr. slike na stenah, ki bi si jih pacient lahko tolmačil kot velikanske pajke, ki ga napadajo. V nasprotju s shizofreničnimi halucinacijami so halucinacije zaradi alkoholnega delirija predvsem vizualne, povezane pa so tudi s tipom, npr. oseba ima občutek, da se po njej nekaj plazi. Ta pojav imenujemo formikacija. Alkoholni delirij je včasih povezan s hudim, nenadzorljivim tremorjem okončin in sekundarnimi simptomi, kot so anksioznost, napadi panike in paranoja.
Alkoholni delirij je treba razlikovati od alkoholne halucinoze, ki se pojavi pri približno 20 % hospitaliziranih alkoholikov in je le redko smrtna. Nasprotno se alkoholni delirij pojavi pri približno 5 do 10 % zasvojencev z alkoholom in je brez zdravljenja smrten v 35 % primerov.  Označuje ga prisotnost spremenjene zavesti; to pomeni popolno haluciniranje brez prepoznavanja resničnega sveta. Za alkoholni delirij je značilna tudi hiperaktivnost simpatikusa (visoka srčna frekvenca, visok krvni tlak in pospešeno dihanje), 35-60 % pacientov ima tudi mrzlico.

## Terapija
Farmakoterapija je simptomatska in podporna. Pacienta do izzvenenja simptomov navadno pomirijo z benzodiazepini, kot so diazepam, lorazepam ali oksazepam, v skrajnih primerih pa uporabimo tudi nizke odmerke antipsihotikov, kot je haloperidol. Zdraviti je treba tudi epileptični status (status epilepticus), kadar se razvije.
Včasih pomaga nadzor nad dražljaji iz okolja, kot npr. dobro osvetljeno in sproščujoče okolje. S tem zmanjšamo možnost napačnega tolmačenja vizualnih zaznav, npr. halucinacije.

## Posledice
Možni zapleti med delirijem:
- Dostikrat obstane srce in nastopi smrt.
- Mnogokrat pride do izliva krvi v možgane in nastopi smrt.
- Možna je zadušitev zaradi namišljenih pajkov ali drugih živali v ustni votlini.

## Delirij v umetnosti
- Mark Twain – Tom Sawyer in Huckleberry Fynn (delirij Huckleberryjevega očeta),
- Robert Louis Stevenson – Otok zakladov (delirij kapitana Flinta),
- Edgar Allan Poe - kompletni grozljivi opus kot posledica nekaj delirijev,
- Josip Jurčič – Deseti brat (Krjavljevo srečanje s hudičem),
- Hinko Smrekar - perorisbe na temo delirija in alkoholizma,
- Alex Bass - Delirium Tremens (avtobiografska skladba).
- Srečko Kosovel - Delirij
- Gregor Strniša - cikel Delirium Tremens
- Aleksander Cepuš - roman 9 dni 9 noči